# Avittonia albidentata
Avittonia albidentata är en fjärilsart som beskrevs av George Francis Hampson 1926. Avittonia albidentata ingår i släktet Avittonia och familjen nattflyn. Inga underarter finns listade i Catalogue of Life.